# Panoramic View of Hell Gate
Pour plus de détails, voir Fiche technique et Distribution.
Panoramic View of Hell Gate est un très court film documentaire américain réalisé par Harry Buckwalter et sorti en 1902.
Produit par la Selig Polyscope Company, le film montre un panorama des paysages escarpés traversés par une ligne de chemin de fer dont la construction à la fin du XIXe siècle fut un véritable exploit technique, entre Fryingpan River (en) et le col de Hagerman (en), qui traverse la chaîne Sawatch, à 3 635 mètres d'altitude, sur la ligne de partage des eaux, avec en toile de fond les sommets enneigés des montagnes Rocheuses du Colorado central, à l'ouest de Leadville, à la limite des comtés de Lake et de Pitkin. 

## Fiche technique
- Titre : Panoramic View of Hell Gate
- Réalisation : Harry Buckwalter
- Scénario :
- Photographie :
- Montage :
- Producteur : William Selig
- Société de production : Selig Polyscope Company
- Société de distribution : Selig Polyscope Company
- Pays d'origine :  États-Unis
- Langue : film muet avec les intertitres en anglais
- Format : Noir et blanc — 35 mm — 1,33:1 — Muet
- Genre : Film documentaire
- Durée :
- Date de sortie :
  -  États-Unis : novembre 1902